# 헨리 포팅어
헨리 포팅어, 1대 준남작(Henry Pottinger, 1789년 10월 3일 ~ 1856년 3월 18일)는 잉글랜드계 아일랜드 군인이자 식민지 행정관으로 홍콩의 초대 총독이었다.

## 생애
헨리 포팅어는 1789년 아일랜드의 다운주에서 태어났다. 그는 다운주 포팅어 산의 향사 엘드레드 커윈 포팅어의 다섯째 아들이었고, 어머니는 플로리다 가문의 향사 로버트 고든의 딸 앤(Anne)이었다. 그들은 세 딸과 아들 여덟을 낳았다. 엘드레드 포팅어는 그의 조카였다. 헨리는 오늘날 벨파스트 왕립 아카데미로 알려진 벨파스트 아카데미에서 공부했다.
1804년, 그는 군대에 복무하기 위해 인도로 갔다가 인더스와 페르시아 사이의 땅을 탐험했으며, 존 말콤 경의 지시에 따라 무슬림 상인으로 위장하고 현지 언어를 공부했다. 1806년에 그는 영국 동인도 회사에 합류했으며, 1809년에는 영국-마라타 전쟁에서 싸운 중위였다. 1810년에 그는 찰스 크리스티와 무슬림으로 위장하여 누시(발루치스탄)에서 이스파한(중앙 페르시아)까지 탐사를 시작했다. 크리스티는 북쪽으로 헤라트까지 갔다가, 다음엔 서쪽으로 갔고, 포팅어는 2개의 사막을 지나 서쪽으로 케르만까지 갔다. 그후 그들은 다시 이스파한에서 합류했다. 탐사대는 동인도 회사가 자금을 지원하였으며, 인도가 프랑스군에 의해 침공을 당하자 우려하며 발로치스탄과 페르시아 지역의 지도를 그리고, 연구 활동을 했다. 다른 유럽인이 이 길을 따라가기까지는 100년이 걸렸으며 포팅어는 대령으로 승진했다. 포팅어는 이후 1820년 신드 주재 행정관이 되었다. 그는 이후 하이데라바드에서도 같은 직책으로 일했다.
1820년에 그는 수잔나 마리아 쿡과 결혼을 했다. 1831년, 호주 뉴사우스웨일스주의 경찰 감독관으로서 범법자로 도망친 것으로 유명한 아들 프레드릭 포팅어를 낳았다. 그들의 둘째 아들 헨리는 1834년 6월 10일에 태어났고, 1909년 10월 18일에 사망했다.
1839년, 그는 영국으로 돌아와 준남작 작위를 받았다.

## 아편전쟁
포팅어는 외무장관인 파머스턴 경의 중국 전권 대사와 영국 통상 감독관직의 제안을 받아들여 찰스 엘리엇의 후임으로 갔다. 1841년, 포팅어가 중국에 파견되었을 때, 파머스턴은 그에게 “홍콩의 자연적 수용 능력을 돌아보며 조사할 것”과 “광동성 주변의 다른 섬과 바꿀 수 없다면, 그 섬의 포기를 동의하지 말라”고 지시했다. 광동성 지역은 가시적인 목적에 더 잘 맞으며, 똑같이 방어할 수 있으며, 전선과 상선에게도 충분한 피난처를 제공하는 곳이었다. 1841년 11월 4일, 파머스톤의 후임자 애버딘 경은 포팅어에게 홍콩의 인수가 행정 비용을 초래하고 중국과 다른 국가들과의 관계를 복잡하게 만들 수도 있다는 의구심을 가졌다고 편지를 썼다.
포팅어는 중국 북부에서 영국 원정군에 합류한 이후 〈난징 조약〉 (1842)의 조건을 협상하여 제1차 아편 전쟁을 종식시키고 홍콩섬을 영국으로 양도받았다. 포팅어는 애버딘경에게 보내는 편지에서 홍콩의 협상 상대인 기영과의 비준을 축하하는 연회에서, 기영이 서로의 가족 구성원의 작은 초상화를 의식적으로 교환한다고 주장했다고 썼다. 포팅어 아내의 작은 초상화를 받자마자, 포팅어는 기영이 “초상화를 그의 머리 위에 올려놓았는데, 그것이 최대의 존경과 우정의 표시라고 들었다”고 말했다. 포도주 잔을 채워, 얼굴 앞에 그림을 들고, 낮은 목소리로 말하며 포도주를 마시고, 다시 그의 머리에 그림을 올리고서는 앉아서 두 가족과 두 사람 사이의 장기적인 우호 행사를 마쳤다고 썼다.

## 홍콩 총독
포팅어는 홍콩의 두 번째 행정관(1841 ~ 1843)이자 홍콩의 초대 총독(1843 ~ 1844)이 되었다. 조약을 애버딘경에 전달하면서 포팅어는 “홍콩 소유는 내가 의도적으로 수정 지침을 어긴 유일한 점이지만, 이 훌륭한 나라에서 내가 보내는 1시간마다 나에게 그런 정착지를 소유할 필요성과 바람직함을 확신했고, 그곳은 우리 무역을 위한 시장이며, 중국에 있는 폐하의 국민들이 보호받고, 통제받을 수 있는 정착지”라는 편지를 보냈다.
1843년 4월 26일, 총독의 거주지(구 프랑스 선교당)가 강탈되었다.
1843년 6월 26일, 그는 홍콩에 주둔한 영국군 사령관이 되었다.
임기 동안 포팅어는 행정부와 입법부를 설립했으며, 하나는 정치 문제를 토론하고, 또 하나는 법전을 논의할 수 있는 곳이었다. 그러나 부서는 자주 소집되지 않았으며, 이것은 포팅어에게 정책을 결정할 수 있는 광범위한 권한을 부여했다.
임기가 끝날 무렵 포팅어는 영국 상인들의 지지를 잃고 고립되었다. 그는 1844년 5월 7일에 떠났다.
그의 통치기간 동안 홍콩은 중국에서 아편 거래의 주요 항구가 되었다.

## 총독 이후
포팅어는 1844년 추밀원의 회원이 되었다. 1847년 케이프 식민지 총독이 되었고, 같은 해 마드라스의 총독이 되었다. 1851년에 그는 중장으로 승진했다. 1856년, 몰타에서 퇴직하여 사망했다. 그는 오늘날 “Msida Bastion Historic Garden”으로 알려진 플로리아나의 개신교 묘지에 묻혔다. 대리석 명판을 여전히 볼 수 있다.

## 유산
- 포팅어가(Pottinger Street, 砵典乍街) 홍콩섬 중완
- 포팅어 봉 (Pottinger Peak), 홍콩

## 같이 보기
- 난징 조약